# José Carlos Sussekind
José Carlos Sussekind (Rio de Janeiro, 1947) é um engenheiro calculista, responsável pelo cálculo de diversas obras de Oscar Niemeyer da segunda metade da década de 1970 até a atualidade.

## Biografia
José Carlos Sussekind estudou engenharia na PUC-RJ, formando-se em engenharia estrutural, em 1969. Em 1970, graduou-se mestre em estruturas e fundações, também pela PUC-RJ.
Conheceu o arquiteto Oscar Niemeyer quando trabalhava como estagiário (no quinto ano do curso de engenharia) em um pequeno escritório de cálculo, responsável pelos projetos do arquiteto, posto que Joaquim Cardozo, anterior calculista, acabara de falecer. Como a construtora era pequena, não havia algum engenheiro para atender ao arquiteto e coube a Sussekind o contato com o mesmo. Niemeyer fez-lhe uma consulta sobre um projeto e o estagiário pediu um dia para apresentar a solução. A partir daí a relação amadureceu e cinco anos depois Sussekind tornou-se responsável pelo cálculo de todas as obras do arquiteto.

## Principais obras das quais participou
- Universidade Mentouri de Constantine, na Argélia
- Sambódromo da Marquês de Sapucaí, Rio de Janeiro
- Ciep (Centros Integrados de Educação Pública), no Rio de Janeiro
- Linha Vermelha
- Sede da Procuradoria Geral da República
- Museu Nacional Honestino Guimarães, 2006